# Ка де Вани Сопра (Модена)
Ка де Вани Сопра је насеље у Италији у округу Модена, региону Емилија-Ромања.
Према процени из 2011. у насељу је живело 8 становника. Насеље се налази на надморској висини од 1226 м.